# Crema Football Club 1932-1933
Questa pagina raccoglie le informazioni riguardanti il Crema Football Club nelle competizioni ufficiali della stagione 1932-1933.

## Stagione
Nella stagione 1932-1933 il Crema ha disputato il girone B del campionato della Prima Divisione. Ottiene il sesto posto in classifica con 26 punti.

## Rosa
| N. |                   | Ruolo | Calciatore         |
| -- | ----------------- | ----- | ------------------ |
|    | Italia (bandiera) | P     | Cantoni            |
|    | Italia (bandiera) | D     | Amilcare Rigosa    |
|    | Italia (bandiera) | D     | Felice Stabilini   |
|    | Italia (bandiera) | D     | Gaetano Vaiani     |
|    | Italia (bandiera) | C     | Renato Aschedamini |
|    | Italia (bandiera) | C     | Bruno Manenti      |
|    | Italia (bandiera) | C     | Renato Olmi        |

| N. |                   | Ruolo | Calciatore       |
| -- | ----------------- | ----- | ---------------- |
|    | Italia (bandiera) | A     | Giuseppe Barelli |
|    | Italia (bandiera) | A     | Pietro Ghezzola  |
|    | Italia (bandiera) | A     | Lanfranchi       |
|    | Italia (bandiera) | A     | Roma             |
|    | Italia (bandiera) | A     | Prospero Sabbia  |
|    | Italia (bandiera) | A     | Carlo Voltini    |